# Blake Griffin
 Blake Austin Griffin (Oklahoma City, Oklahoma, 1989. március 16. –)  egykori amerikai profi kosárlabdázó. Griffin elsősorban a National Basketball Association-ben (NBA) szereplő Los Angeles Clippers csapatában játszott.
Egyetemen az Oklahoma Sooners csapatában játszott, ahol másodévesként Az év egyetemi játékosának választották. Griffint a Clippers választotta ki az első helyen a 2009-es NBA drafton. Hatszoros NBA All-Star és ötször került be valamelyik All-NBA csapatba. 2018 januárjában Griffint elcserélték a Detroit Pistonshoz, ahol 2021-ig játszott. 2021 márciusában Griffin szerződést írt alá a Brooklyn Nets csapatával, majd 2022 szeptemberében Griffin a Boston Celticshez szerződött, ahol 2023-as visszavonulásáig játszott.
Griffin négy középiskolai állami bajnoki címet nyert az Oklahoma Christian Schoolban az édesapja, Tommy Griffin vezetőedző irányítása alatt. Griffin két szezont játszott egyetemi kosárlabdában a Sooners csapatában, mielőtt kiválasztották a 2009-es NBA drafton. A 2009-es utolsó előszezoni mérkőzésen eltörte a bal térdkalácsát, megműtötték, és kihagyta a teljes 2009–10-es szezont . Griffin a következő szezonban újoncként debütált az NBA-ben, amelyben beválasztották az All-Star-csapatba, megnyerte az NBA Slam Dunk versenyt, és megnyerte NBA Az év újonca díjat is. 2011-ben a Sports Illustrated NBA minden idők 15 legjobb újonca közé választotta.

## Statisztika

### NBA

#### Alapszakasz
| Év        | Csapat               | JM  | KM  | JP/M | MG%  | 3P%  | BD%  | LP/M | GP/M | L/M | B/M | P/M  |
| --------- | -------------------- | --- | --- | ---- | ---- | ---- | ---- | ---- | ---- | --- | --- | ---- |
| 2010–2011 | Los Angeles Clippers | 82  | 82* | 38,0 | .506 | .292 | .642 | 12,1 | 3,8  | 0,8 | 0,5 | 22,5 |
| 2011–2012 | Los Angeles Clippers | 66* | 66* | 36,3 | .549 | .125 | .521 | 10,9 | 3,2  | 0,8 | 0,7 | 20,7 |
| 2012–2013 | Los Angeles Clippers | 80  | 80  | 32,5 | .538 | .179 | .660 | 8,3  | 3,7  | 1,2 | 0,6 | 18,0 |
| 2013–2014 | Los Angeles Clippers | 80  | 80  | 36,1 | .528 | .273 | .715 | 9,5  | 3,9  | 1,2 | 0,6 | 24,1 |
| 2014–2015 | Los Angeles Clippers | 67  | 67  | 35,2 | .502 | .400 | .728 | 7,6  | 5,3  | 0,9 | 0,5 | 21,9 |
| 2015–2016 | Los Angeles Clippers | 35  | 35  | 33,4 | .499 | .333 | .727 | 8,4  | 4,9  | 0,8 | 0,5 | 21,4 |
| 2016–2017 | Los Angeles Clippers | 61  | 61  | 34,0 | .493 | .336 | .760 | 8,1  | 4,9  | 1,0 | 0,4 | 21,6 |
| 2017–2018 | Los Angeles Clippers | 33  | 33  | 34,5 | .441 | .342 | .785 | 7,9  | 5,4  | 0,9 | 0,3 | 22,6 |
| 2017–2018 | Detroit Pistons      | 25  | 25  | 33,2 | .433 | .348 | .784 | 6,6  | 6,2  | 0,4 | 0,4 | 19,8 |
| 2018–2019 | Detroit Pistons      | 75  | 75  | 35,0 | .463 | .362 | .753 | 7,5  | 5,4  | 0,7 | 0,4 | 24,5 |
| 2019–2020 | Detroit Pistons      | 18  | 18  | 28,4 | .352 | .243 | .776 | 4,7  | 3,3  | 0,4 | 0,4 | 15,5 |
| 2020–2021 | Detroit Pistons      | 20  | 20  | 31,3 | .365 | .315 | .710 | 5,2  | 3,9  | 0,7 | 0,1 | 12,3 |
| 2020–2021 | Brooklyn Nets        | 26  | 10  | 21,5 | .492 | .383 | .782 | 4,7  | 2,4  | 0,7 | 0,5 | 10,0 |
| 2021–2022 | Brooklyn Nets        | 56  | 24  | 17,1 | .425 | .262 | .724 | 4,1  | 1,9  | 0,5 | 0,3 | 6,4  |
| 2022–2023 | Boston Celtics       | 41  | 16  | 13,9 | .485 | .348 | .656 | 3,8  | 1,5  | 0,3 | 0,2 | 4,1  |
| Karrier   | Karrier              | 765 | 692 | 31,9 | .493 | .328 | .696 | 8,0  | 4,0  | 0,8 | 0,5 | 19,0 |
| All Star  | All Star             | 5   | 3   | 25,0 | .750 | .375 | .500 | 5,6  | 3,0  | 0,8 | 0,2 | 19,4 |

#### Rájátszás
| Év      | Csapat               | JM | KM | JP/M | MG%  | 3P%  | BD%   | LP/M | GP/M | L/M | B/M | P/M  |
| ------- | -------------------- | -- | -- | ---- | ---- | ---- | ----- | ---- | ---- | --- | --- | ---- |
| 2012    | Los Angeles Clippers | 11 | 11 | 35,7 | .500 | .000 | .636  | 6,9  | 2,5  | 1,8 | 0,9 | 19,1 |
| 2013    | Los Angeles Clippers | 6  | 5  | 26,3 | .453 | —    | .808  | 5,5  | 2,5  | 0,0 | 0,8 | 13,2 |
| 2014    | Los Angeles Clippers | 13 | 13 | 36,8 | .498 | .143 | .740  | 7,4  | 3,8  | 1,2 | 1,1 | 23,5 |
| 2015    | Los Angeles Clippers | 14 | 14 | 39,8 | .511 | .143 | .717  | 12,7 | 6,1  | 1,0 | 1,0 | 25,5 |
| 2016    | Los Angeles Clippers | 4  | 4  | 31,8 | .377 | .500 | .760  | 8,8  | 4,0  | 0,8 | 0,5 | 15,0 |
| 2017    | Los Angeles Clippers | 3  | 3  | 33,1 | .490 | .667 | 1.000 | 6,0  | 2,3  | 0,7 | 0,3 | 20,3 |
| 2019    | Detroit Pistons      | 2  | 2  | 29,0 | .462 | .462 | 1.000 | 6,0  | 6,0  | 1,0 | 0,0 | 24,5 |
| 2021    | Brooklyn Nets        | 12 | 12 | 26,5 | .532 | .389 | .714  | 5,9  | 1,8  | 0,8 | 0,5 | 9,0  |
| 2022    | Brooklyn Nets        | 2  | 0  | 12,5 | .286 | .400 | 1.000 | 2,0  | 2,0  | 0,5 | 0,5 | 4,0  |
| 2023    | Boston Celtics       | 1  | 0  | 6,0  | .000 | —    | —     | 2,0  | 0,0  | 0,0 | 0,0 | 0,0  |
| Karrier | Karrier              | 68 | 64 | 32,6 | .492 | .377 | .731  | 7,7  | 3,5  | 1,0 | 0,8 | 18,2 |

### Egyetem
| Év      | Csapat   | JM | KM | JP/M | MG%  | 3P%  | BD%  | LP/M | GP/M | L/M | B/M | P/M  |
| ------- | -------- | -- | -- | ---- | ---- | ---- | ---- | ---- | ---- | --- | --- | ---- |
| 2007–08 | Davidson | 33 | 33 | 28,4 | .568 | .000 | .589 | 9,1  | 1,8  | 1,0 | 0,9 | 14,7 |
| 2008–09 | Davidson | 35 | 35 | 33,3 | .646 | .375 | .590 | 14,4 | 2,3  | 1,1 | 1,2 | 22,7 |
| Karrier | Karrier  | 68 | 68 | 31,4 | .618 | .300 | .589 | 11,8 | 2,1  | 1,0 | 1,1 | 18,8 |